# Cerkiew św. Olgi w Łodzi
Cerkiew pod wezwaniem św. Olgi – prawosławna cerkiew filialna w Łodzi. Należy do parafii św. Aleksandra Newskiego w Łodzi, w dekanacie Łódź diecezji łódzko-poznańskiej Polskiego Autokefalicznego Kościoła Prawosławnego.
Świątynia znajduje się przy ulicy Grzegorza Piramowicza 12.

## Historia

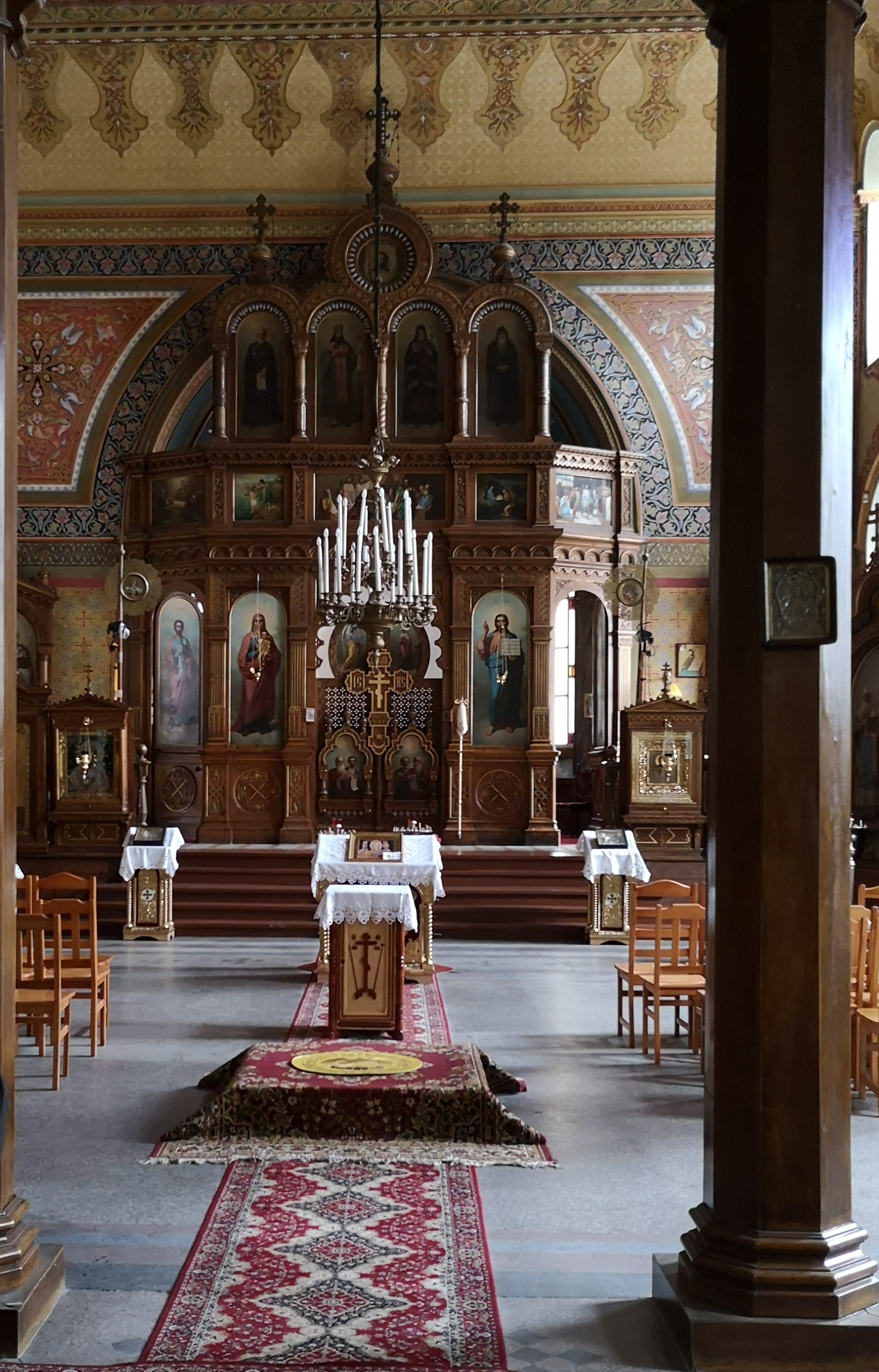
Wnętrze cerkwi

W 1891 r. Juliusz Kunitzer przekazał prawosławnej parafii św. Aleksandra Newskiego grunt położony przy obecnych ulicach Narutowicza i Piramowicza. Na części przekazanego terenu w 1895 r. wzniesiono budynek szkoły parafialnej i ochronki dla prawosławnych sierot. Przy niej zbudowano cerkiew szkolną. Projekt świątyni został opracowany przez architekta miejskiego Franciszka Chełmińskiego. Na patronkę cerkwi wybrano Olgę Kijowską, która była również patronką najstarszej córki panującego cara Mikołaja II. 16 października 1898 r. dokonano jej poświęcenia, uroczystości przewodniczył arcybiskup chełmski i warszawski Hieronim. Budowę świątyni sfinansowano ze składek wiernych.
Do 1954 r. była to świątynia przy prawosławnym domu sierot. Po tej dacie funkcjonuje jako pomocnicza cerkiew parafii św. Aleksandra Newskiego.
W 2005 r. budowla przeszła generalny remont, podczas którego usunięto m.in. zawilgocenia w północnej ścianie.

## Architektura
Cerkiew ta jest budynkiem jednonawowym, zbudowanym na planie prostokąta z prezbiterium zamkniętym absydą. Na osi świątyni znajduje się nakryta hełmem wieża, w której znajduje się wejście główne. Cerkiew posiada tylko jedną cebulastą kopułę, gdyż wzniesienie większej liczby okazało się zbyt kosztowne.
We wnętrzu świątyni znajduje się trzyrzędowy ikonostas. Pierwotnie miał on trafić do cerkwi św. Aleksandra Newskiego, jednak okazał się za wysoki. Centralnym elementem znajdujących się w nim carskich wrót jest krzyż. Rozdziela on postacie Maryi i archanioła Gabriela, ukazane w scenie Zwiastowania. Niżej na dwóch ikonach widoczne są postacie Ewangelistów. Po obu stronach carskich wrót znajdują się, zgodnie z tradycją, ikony Chrystusa Pantokratora i Matki Bożej. Ikona patronki świątyni znajduje się po prawej stronie ikonostasu.
Sufit cerkwi pokryty jest tzw. malowidłem dywanowym w kolorach czerwonym, błękitnym, zielonym oraz żółtym. Na północnej ścianie budynku zapisano w języku cerkiewnosłowiańskim tekst Symbolu Wiary oraz Dekalog.
Cerkiew św. Olgi wpisano do rejestru zabytków 1 października 1980 pod nr A/277.